# 대구광역시시설안전관리사업소
대구광역시 시설안전관리사업소(大邱廣域市 施設安全管理事業所)는 대구광역시 내에 설치된 도로·건축물 등 각종 시설물의 안전점검과 유지·관리, 금호강 및 신천 종합개발사업으로 설치한 각종 시설물 및 하천변에 설치한 배수펌프장의 효율적인 관리를 위하여 대구광역시청 산하에 설치된 사업소이다.
시설안전관리사업소장은 지방기술서기관으로 보한다.

## 연혁
- 1967년 10월 1일: 경상북도 대구시 도로포장사업소 설치
- 1981년 7월 1일: 대구직할시 도로포장사업소로 변경
- 1995년 1월 1일: 대구광역시 도로포장사업소로 변경
- 1997년 1월 15일: 대구광역시 시설안전관리본부로 확대
- 1998년 10월 9일: 대구광역시 종합건설본부로 통합, 폐지
- 1999년 8월 21일: 대구광역시 시설안전관리사업소 설치
- 2008년 8월 5일: 대구광역시 건설관리본부로 통합, 폐지
- 2012년 1월 1일: 대구광역시 시설안전관리사업소 설치

## 조직
소장
- 시설안전과
- 하천관리과
- 배수운영과
- 건설시험실